# Senna rigida
Senna rigida là một loài thực vật có hoa trong họ Đậu. Loài này được (Hieron.) H.S.Irwin & Barneby miêu tả khoa học đầu tiên.